# Militärwissenschaftliche Mitteilungen

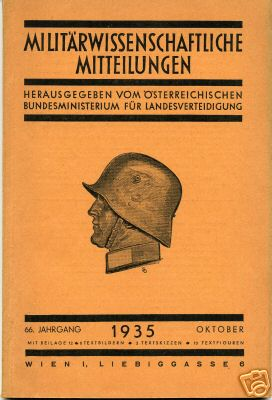
Ausgabe der Militärwissenschaftlichen Mitteilungen vom Oktober 1935

Die Militärwissenschaftlichen Mitteilungen waren eine militärische Fachzeitschrift, die von 1920 bis 1944 in Österreich bzw. dem Deutschen Reich erschien, von 1920 bis 1921 unter dem Titel Technische Mitteilungen, von 1921 bis 1929 unter der Bezeichnung Militärwissenschaftliche und technische Mitteilungen. Vorgänger war die von 1870 bis 1919 veröffentlichten Mitteilungen über Gegenstände des Artillerie- und Geniewesens des K. K. Technischen Komitees.
Nach dem Ersten Weltkrieg wurden 1918/19 sämtliche militärische Fachzeitschriften in Österreich eingestellt. Die Streitkräfte unterlagen zunächst denselben Restriktionen wie die des Deutschen Reiches, weshalb nach dem Krieg kein Generalstab eingerichtet werden durfte, der eine amtliche militärische Geschichtsschreibung hätte betreiben können. Außerdem bestand in den Wirren der Nachkriegszeit kein Interesse an einer Fachpresse zur militärischen Unterrichtung der Streitkräfte. Erst im Sommer des Jahres 1920 erschienen im österreichischen Bundesministerium für Heereswesen mit Förderung des Heersinspektorats die „Technischen Mitteilungen“, eine Zeitschrift, die es bereits seit 1869 gegeben hatte. Die widmete sich allerdings nur militärtechnischen und artilleristischen Themen. Mehr war zu diesem Zeitpunkt nicht zu erreichen, da die „Ständige Parlamentskommission für Heeresangelegenheiten“ sich unter Leitung des Generals Theodor Körner gegen jede weitere Form von „habsburgischer Traditionspflege“ stellte.
Als Körner 1924 pensioniert wurde, erfolgte die Umbenennung der Zeitschrift in „Militärwissenschaftliche und Technische Mitteilungen“. In ihr wurden nun wieder umfangreiche militärische Themenbereiche behandelt. Unter der Leitung der Offiziere Franz Xaver Schubert und Emil Ratzenhofer nahm der Umfang der Zeitschrift bis 1932 um das Vierfache zu und umfasste schließlich etwa 1000 Seiten pro Jahr. Zusätzlich erschienen auch Sonderhefte zu größeren Themengebieten. Damit war die Zeitschrift, die sich nunmehr „Militärwissenschaftliche Mitteilungen“ nannte, die umfangreichste militärische Zeitschrift in deutscher Sprache. Es erschien eine Ausgabe pro Monat und zusätzlich wurde sogar ein „Verlag der Militärwissenschaftlichen Mitteilungen“ eingerichtet, der Bücher zu militärischen Themen publizierte.
Der Inhalt sollte der Aufarbeitung der taktischen Lehren des Ersten Weltkrieges dienen, aber auch zur Truppenausbildung und als Diskussionsplattform. Dabei beeinflussten die Beiträge oft die Erstellung der neuen Ausbildungsvorschriften oder lieferten wichtige Kooperationsarbeit mit der militärgeschichtlichen Abteilung des Kriegsarchivs, das inzwischen die amtliche österreichische Militärgeschichte des Ersten Weltkrieges begonnen hatte. Kriegstheoretische Arbeiten fanden sich allerdings kaum. In den Ausgaben erschienen dafür regelmäßig sogenannte „Wehrpolitische Übersichten“, in denen die Streitkräfte Europas und die strategische Lage analysiert wurden. Des Weiteren machten die Literaturbesprechungen einen großen Teil die Zeitschrift aus.
Nach der Annexion Österreichs an das Deutsche Reich im Jahre 1938 wurde die Herausgabe der Zeitschrift der „Deutschen Gesellschaft für Wehrpolitik und Wehrwissenschaften Berlin - Zweigstelle Wien“ unterstellt. Ihre Beiträge sanken auf bloße Beispielsammlungen für zu erwartende Kriegssituationen herab. Nach dem Ausbruch des Zweiten Weltkrieges erschienen in den Militärwissenschaftlichen Mitteilungen zwar noch sachliche Analysen und Beiträge zum Kriegsgeschehen, aber im Verlauf des Krieges wichen diese mehr und mehr den Propagandatexten und Durchhalteparolen. Ende des Jahres 1944 stellte die Zeitschrift ihr Erscheinen ein.
Die Militärwissenschaftlichen Mitteilungen stellen heute einen wichtigen Einblick in die österreichische Militärgeschichte der Jahre 1920 bis 1938 dar. Außerdem sind viele ihrer Beiträge zum Verlauf des Ersten Weltkrieges nach 1945 sehr wertvoll geworden, da die originalen Aktenbestände im Zweiten Weltkrieg zu großen Teilen verloren gegangen sind. Interessant sind für Historiker auch die „Wehrpolitischen Übersichten“, da sie einen Einblick darin gewähren, wie sich die militärische Situation in Europa für die beteiligten Zeitgenossen darstellte.